# Neocoelidia bifida
Neocoelidia bifida är en insektsart som beskrevs av Delong 1953. Neocoelidia bifida ingår i släktet Neocoelidia och familjen dvärgstritar. Inga underarter finns listade i Catalogue of Life.